# Willem Jonckbloet
Willem Joseph Andries Jonckbloet (Den Haag, 6 juli 1817 – Wiesbaden, 19 oktober 1885) was de eerste hoogleraar Nederlandse taal- en letterkunde. Daarnaast was hij liberaal volksvertegenwoordiger in het Nederlandse parlement.

## Leven
Jonckbloet werd in 1817 geboren als zoon van Susanna Diehl en Johannes Jonckbloet. Na enige jaren aan het gymnasium in Den Haag rondgelopen te hebben, ging Jonckbloet in 1835 studeren aan de Rijksuniversiteit Leiden, waar hij colleges volgde in geschiedenis, medicijnen, rechten en letteren. De studie rondde hij in 1840 af met een verhandeling over Lodewijk van Velthem, waar hij een doctoraat honoris causa voor kreeg. (Omdat Jonckbloet geen gymnasiumdiploma had, kon hij niet regulier afstuderen). Van 1847 tot 1854 was Jonckbloet hoogleraar aan het Athenaeum Illustre van Deventer en de tien jaar daarna aan de Rijksuniversiteit Groningen, waar hij in het laatste jaar (1863-64) ook rector was. Namens het district Winschoten zat hij vervolgens dertien jaar als liberaal in de Tweede Kamer, waar hij als onderwijsspecialist opviel door zijn zelfstandige positie. In 1877 werd Jonckbloet de eerste hoogleraar Nederlandse taal- en letterkunde, een positie aan de Rijksuniversiteit Leiden. Deze leerstoel bekleedde hij tot 1883. Vanwege problemen met zijn gezondheid stopte hij in dat jaar met werken. Jonckbloet verhuisde met zijn vrouw Maria Schick naar Wiesbaden, waar hij in 1885 overleed.

## Werk
Jonckbloet is belangrijk geweest voor de serieuze bestudering van de Nederlandse literatuur. Zijn Geschiedenis der Nederlandsche letterkunde (twee delen, 1868-1872) zette de standaard voor latere overzichtswerken. Jonckbloets wetenschappelijke aanpak was een bron van inspiratie voor de studie van het literaire erfgoed van de Lage Landen.

## Trivia
De Jonckbloetlaan in Eindhoven en het Jonckbloetplein in Den Haag zijn naar W.J.A. Jonckbloet vernoemd.
De figuur Flanor in het boek Studententypen van Klikspaan is volgens Moltzer (Levensbericht 1886) naar Jonckbloet gemodelleerd.

## Publicaties (selectie)
- Guilielmus Josephus Andreas Jonckbloet: Specimen e literis neerlandicis, exhibens Ludovici de Velthem chronici quod inscribitur Speculum historiale, librum III. [Dissertatie Leiden, 1840]
- W.J.A. Jonckbloet: Over wetenschappelijke beoefening der Nederlandsche taal. Deventer, 1848 (Inaugurele rede Atheneum Illustre)
- W.J.A. Jonckbloet: Over Middennederlandschen epischen versbouw. Amsterdam, 1849
- W.J.A. Jonckbloet: Geschiedenis der middennederlandsche dichtkunst. Amsterdam 1851-55 (3 delen)
- W.J.A. Jonckbloet: De beoefening van de geschiedenis des vaderlands in wezen en strekking. Groningen, 1854 (Inaugerele rede Rijks-Universiteit Groningen)
- W.J.A. Jonckbloet: Guillaume d’Orange. Chansons de geste de XIe et XIIe siècles. La Haye, 1854
- W.J.A. Jonckbloet: Vanden Vos Reinaerde. Groningen, 1856
- W.J.A. Jonckbloet: Étude sur le roman de Renart. Groningen/Leipzig/Paris, 1863
- W.J.A. Jonckbloet: Geschiedenis der Nederlandsche letterkunde. Groningen 1868-72; 2 delen. (3e, geheel omgewerkte uitgave in 6 delen: 1881-1886)
- W.J.A. Jonckbloet: Het professoraat in de Nederlandsche taal en letterkunde. Groningen, 1877. (Inaugurele rede RijksUniversiteit Leiden)

## Over Jonckbloet
- H.E. Moltzer: Levensbericht van W.J.A. Jonckbloet. In: Jaarboek Koninklijke Akademie van Wetenschappen. Amsterdam, 1886, p. 1-70.
- Frits van Oostrom: Van toen en nu en straks. De studie van de Middelnederlandse letterkunde. In: J.W. de Vries (red.): Eene bedenkelijke nieuwigheid. Twee eeuwen neerlandistiek. Hilversum, 1997, p. 54-68.
- Ingrid Biesheuvel: Strijder tegen dilettanten. Willem Joseph Andries Jonckbloet (1817-1885). In: Wim van Anrooij, Dini Hogenelst en Geert Warnar (red.): Der vaderen boek. Beoefenaren van de studie der Middelnederlandse letterkunde. Studies voor Frits van Oostrom ter gelegenheid van diens vijftigste verjaardag. Amsterdam, 2003, p. 49-60.